# Autobusna linija br. 202 u Zagrebu
Linija 202 (Kvaternikov trg – Kozjak) dnevna je autobusna linija u Zagrebu.
Prometuje svaki dan na trasi: Kvaternikov trg – Domjanićeva ulica – Petrova ulica – Laščinska cesta – Rebar – Kozjak
Povezuje Kozjak, Laščinu i Jordanovac s Kvaternikovim trgom gdje se ostvaruje presjedanje na tramvaj.

## Vanjske poveznice
- Vozni red linije 202

1. ↑  Datoteke u GTFS formatu. zet.hr. Pristupljeno 5. lipnja 2025. - Sadrži informacije tijela javne vlasti u skladu s Otvorenom dozvolom